# Surhomme
Pour les articles homonymes, voir Surhumain (homonymie).
Le surhomme ou surhumain (en allemand : der Übermensch, prononcé : /ˈyːbɐmɛnʃ/ ) est une notion polysémique notamment présente en littérature et en philosophie, qui représente de manière générale l'idée de supériorité qu'un type d'homme (bien souvent seulement idéal) aurait acquise sur le reste du genre humain. En philosophie, le Surhomme est principalement associé au philosophe allemand Friedrich Nietzsche. Richard Roos l'a ainsi définie :

« Le Surhomme de Nietzsche est de nature égale au divin. Il est au-dessus des hommes et plus au-dessus des hommes que ceux-ci ne le sont du singe. Il ne doit pas se soucier des hommes, ni les gouverner : sa seule tâche est la transfiguration de l'existence. »

## Étymologie et traduction de l'allemand
Le mot, originellement en allemand, est forgé depuis le préfixe über-, « super- », « sur- » et le nom Mensch, « humain ».
La traduction de l'allemand Über-mensch par Surhomme pose des difficultés en français. En effet, Mensch se traduit par humain et non pas par homme (Mann en allemand). Quant au préfixe über, il suggère autant d'aller au-delà, de dépasser, de traverser, de franchir que de surmonter. Il serait plus juste de parler alors de Surhumain plutôt que de Surhomme, selon Patrick Wotling.
L'approche de Friedrich Nietzsche vise autant la confrontation que le débordement des catégories de son temps qui servaient à définir notre condition humaine. Cette approche s'opère dans un élan organique, poétique et joyeux, voire dionysiaque. Nietzsche attaque ces catégories qu'il considérait comme limitantes sinon aliénantes.

## Lesurhommeromantique
La notion de surhumain n'a pas été inventée par Nietzsche et daterait du XVIIe siècle. On la retrouve chez Herder, mais on la rencontre surtout à partir de la littérature romantique. Les auteurs de ce mouvement littéraire désignaient un idéal impossible qui mettait en lumière les limites de l'existence humaine : Lord Byron (Manfred), Giacomo Leopardi (Zibaldone) l'évoquent avec désespoir ou ironie.
« GEIST:

Du flehst, eratmend mich zu schauen,

Meine Stimme zu hören, mein Antlitz zu sehn;

Mich neigt dein mächtig Seelenflehn,

Da bin ich! — Welch erbärmlich Grauen

Fasst Übermenschen dich! »
— Le 1er Faust de Goethe.
        
« L'ESPRIT :
« Tu aspirais si fortement vers moi !
Tu voulais me voir et m'entendre.
Je cède au désir de ton cœur.
— Me voici ! Quel misérable effroi
Saisit ta nature surhumaine ! »
Dostoïevski abordait déjà le thème du surhomme dans Crime et Châtiment : « Le surhomme n’a pas de supériorité légale sur les autres hommes mais bien plutôt une supériorité morale : « J’ai seulement insinué que l’homme « extraordinaire » a le droit, pas le droit légal, naturellement, mais le droit moral de permettre à sa conscience de franchir… certains obstacles et cela seulement dans le cas où l’exige la réalisation de son idée […] ». Le surhomme n’a pas à rendre compte de ses actes à une quelconque loi humaine, c’est son intériorité même qui s’impose comme une loi unique et comme le régulateur de sa volonté. L’ami de Raskolnikov, Razoumikhine, a bien compris le caractère odieux d’une telle philosophie : « Il me semble que c’est là l’idée principale de ton article : l’autorisation morale de tuer, et elle m’apparaît plus terrible que ne le serait une autorisation officielle et légale », s’indigne-t-il. Raskolnikov peut alors être considéré comme un personnage proto-nietzschéen : il considère qu’il est légitime de s’affranchir du bien et du mal dès lors que la vie que l’on souhaite mener l’exige ».

## LeSurhommenietzschéen

### Place de la notion dans la pensée de Nietzsche

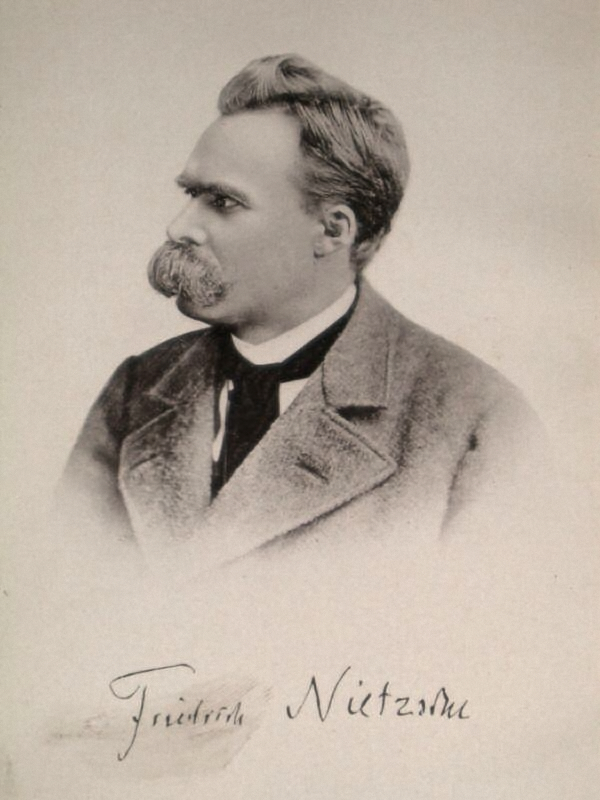
Le philosophe Friedrich Nietzsche

Dans la philosophie de Nietzsche, la notion de Surhomme est liée à deux autres grandes notions : la Volonté de puissance et l'Éternel Retour. Le Surhumain est, par hypothèse, l'incarnation de la Volonté de puissance humaine la plus haute, accomplissement de la vie qui trouve à s'affirmer dans la pensée de l'Éternel Retour. Cette idée d'un accomplissement de la Volonté de puissance humaine est, pour Nietzsche, un essai pour surmonter (überwinden) le nihilisme et donner un sens à l'histoire sans but de l'humanité.

### Genèse progressive duSurhomme
Si Nietzsche a probablement trouvé cette notion chez Byron, Goethe et Dostoïevski, l'utilisation qu'il en fait n'est pas la même que dans le romantisme. Elle possède donc une genèse qui n'appartient qu'à lui. Dans l'ensemble du développement de la pensée de Nietzsche, le Surhomme, ou plus exactement la qualité désignée par l'adjectif surhumain, se comprend comme une notion qui regroupe des réflexions qui ont pu tout d'abord se présenter de manière éparse (en particulier la critique de la morale, la sagesse tragique, la moralité des mœurs, la culture et l'art).
Ces réflexions trouvent leur genèse dans la période qui va de Humain, trop humain au Gai Savoir et la notion apparaît ensuite sous sa forme nominale dans Ainsi parlait Zarathoustra ; elle prend alors une forme philosophique différente puisqu'il s'agit maintenant d'annoncer une nouvelle réalité humaine visée à travers un processus de dépassement dont Nietzsche avait décrit auparavant les formes constituant une part importante de l'histoire de l'humanité.

#### Premières occurrences: la raillerie d'une conception supranaturelle
Il utilise tout d'abord, dans Humain, trop humain, l'adjectif übermenschlich pour qualifier péjorativement l'élan supranaturel par lequel les hommes aspirent à une autre réalité, à une réalité transcendante que symbolise le saint :
« Ce qui donne sa valeur au saint dans l'histoire universelle, ce n'est pas ce qu'il est, mais ce qu'il signifie aux yeux des autres, les non-saints. On s'est trompé sur son compte, on a faussement interprété ses états d'âme et on l'a autant que possible écarté de soi, en phénomène absolument incomparable et de nature étrangère, surhumaine : mais c'est justement ce qui lui a valu cette force extraordinaire avec laquelle il a pu s'emparer de l'imagination d'époques et de peuples entiers ».
Ainsi, avec l'exemple du saint, le préfixe über- désigne ici un processus interprétatif par lequel on se convainc de la valeur élevée au plus haut degré d'un état d'âme qui exalte la puissance de l'homme tout en le rendant étranger au monde. Toutefois, ces auto-interprétations métaphysiques sont pour Nietzsche des falsifications, ce qui pose la question de la valeur du dépassement considéré :
« Chaque fois, beaucoup d'hypocrisie et de mensonge s'est introduit dans le monde à la faveur d'une telle métamorphose : chaque fois également, et à ce prix, un nouveau concept surhumain, exaltant l'homme ».

#### Vers l'apparition d'une notion de dépassement
Nietzsche fait sur ce modèle un usage abondant du préfixe über-, usage qui permet d'éclairer la notion de dépassement qui ne concerne pas seulement l'élévation et la fuite métaphysique de l'homme, mais est inhérente à toute Volonté de puissance, et en particulier au Surhomme. C'est ainsi que Zarathoustra dit : « Et la vie elle-même m'a dit ce secret : « Vois, dit-elle, je suis ce qui doit toujours se surmonter soi-même ».
Dans le cas du dépassement moral, c'est l'homme moral qui se rend maître de ses instincts et les domine, ce qui lui permet d'assouvir sa passion de maîtrise sur ses instincts : il se surmonte en tant qu'animal, en se prêtant une double réalité rendue pensable par la morale. L'homme est ainsi un sur-animal (Ueber-Thier), parce qu'il a inventé un type d'interprétation morale de son animalité :
« Le sur-animal. La bête qui est en nous ne veut pas être trompée ; la morale est ce mensonge de secours qui nous permet de n'être pas déchirés. Sans les erreurs que comportent les hypothèses de la morale, l'homme serait resté animal. Mais de la sorte, il s'est pris pour quelque chose de supérieur et s'est imposé des lois plus sévères ».

#### Le dépassement, c'est-à-dire Dieu?
La valeur de cette supériorité est cependant douteuse pour Nietzsche. En effet, dans le cas du dépassement métaphysique, c'est l'humain même, l'homme vivant qui se retrouve affaibli, aliéné à une valeur absolue et étrangère :
« Dans la mesure où tout ce qui est grand et fort a été conçu par l'homme comme surhumain, comme étranger, l'homme s'est rapetissé — il a dissocié ces deux faces, l'une très pitoyable et faible, l'autre très forte et étonnante, en deux sphères distinctes, il a appelé la première « homme », la seconde « Dieu ».
Dieu a été jusqu'ici l'expression la plus intense du dépassement de l'homme par lui-même, i.e. l'expression la plus élevée de la Volonté de puissance. Ce dépassement était un mépris de l'homme pour lui-même. Mais les choses changent avec la mort de Dieu : si, dans le cas de l'histoire occidentale, le dépassement de l'homme a toujours été un dépassement supranaturel, il niait la possibilité d'un autre type de dépassement, celui qui concernait ce monde, qui n'aurait pas d'autre horizon que l'existence même de l'homme :
« Je considère toutes les formes métaphysiques de la pensée comme la conséquence d'une insatisfaction chez l'homme d'un instinct qui l'attire vers un avenir plus haut, surhumain — avec cette particularité que les hommes voulurent fuir eux-mêmes dans l'au-delà au lieu de travailler à la construction de cet avenir. Un contresens des natures supérieures qui souffrent de la laideur de l'homme ».
La conception du surhumain fut donc, selon Nietzsche, le fruit d'erreurs d'interprétation de l'homme sur lui-même (il a pris ses aspirations animales pour des inspirations divines), du dégoût et d'une insatisfaction qui le poussait à chercher son assouvissement dans un ailleurs imaginaire. C'est ainsi que les pulsions de l'animal-homme furent éduquées et structurées, en sorte de ne plus désirer qu'une consolation supra-terrestre. Ce n'est pas seulement le christianisme qui incarne aux yeux de Nietzsche cette disposition psychologique, mais également l'homme supérieur (évoqué notamment dans Ainsi parlait Zarathoustra) et l'idéaliste moderne. La culture européenne est dans son ensemble la conséquence de l'élevage de ce type humain.

#### L'apparition d'un type nouveau
Le sur- qualifie donc chez Nietzsche une transfiguration de la structure des pulsions qui fait apparaître un type nouveau (homme par rapport à l'animal ; surhomme par rapport à l'homme) : cette transfiguration se fait par le moyen de jugements de l'homme sur lui-même, jugements qui, en amont, supposent des valeurs au service d'une volonté de puissance et, en aval, une incorporation de ces valeurs, une éducation des pulsions qui conduit par exemple à associer des idées désagréables au sentiment de fierté ou à la sexualité (c'est le cas dans l'idéal ascétique). C'est pourquoi le processus de dépassement est toujours lié à la question de l'éducation ainsi qu'à la plasticité de la Volonté de puissance.
Enfin, c'est dans Ainsi parlait Zarathoustra que le Surhomme est finalement rattaché à la question d'un dépassement purement immanent qui touche au sens de l'histoire humaine et qui va déboucher sur une éthique artistique de soi :
« Voici, je vous enseigne le Surhomme. Le Surhomme est le sens de la terre. Que votre volonté dise : Que le Surhomme soit le sens de la terre ».
C'est, dans l'annonce faite par Zarathoustra, la promesse d'un homme qui s'affirme comme homme et qui s'accomplit en tant que tel, d'où les deux principaux aspects du Surhomme liés aux deux autres grandes notions de Nietzsche : l'affirmation et la totalité.

### Caractéristiques du Surhomme: affirmation et totalité
En rétablissant par-delà les aspirations métaphysico-morales de l'humanité le rapport naturel de l'homme au monde, i.e. l'immanence de sa Volonté de puissance, Nietzsche met en avant plusieurs qualités qui, pleinement accomplies, peuvent servir à caractériser le Surhomme.

#### Immanence sans limite
Le Surhomme ne nie plus, il est :
« C'est de ce passage, et d'aucun autre, qu'il faut partir pour comprendre ce que veut Zarathoustra : la race d'hommes qu'il conçoit, conçoit la réalité telle qu'elle est : ils sont assez forts pour cela ; — la réalité n'est pas pour eux chose étrangère ni lointaine ; elle se confond avec eux : ils ont en eux tout ce qu'elle a d'effrayant et de problématique car c'est à ce prix seul que l'homme peut être grand ».
Parce qu'il est, le Surhomme n'est pas l'étranger en ce monde qu'incarne l'idéaliste ou l'homme supérieur, c'est-à-dire le nihiliste qui condamne le monde d'après un autre monde transcendant qui n'existe pas. Non seulement ce monde lui est familier, jusque dans les souterrains de la psyché animale, mais il le veut, il y consent et en désire le retour ; ce désir est ainsi une véritable conversion et une rédemption délivrant de la malédiction du ressentiment qui prend la forme de l'Éternel Retour :
« Si cette pensée prenait de la force sur toi, tel que tu es, elle te transformerait peut-être, mais peut-être t'anéantirait-elle aussi; la question « veux-tu cela encore une fois et une quantité innombrable de fois », cette question, en tout et pour tout, pèserait sur toutes tes actions d'un poids formidable ! Ou alors combien il te faudrait aimer la vie, que tu t'aimes toi-même pour ne plus désirer autre chose que cette suprême et éternelle confirmation ! ».

#### Opposition de fait aux philosophes antérieurs
L'inversion des valeurs est liée à ce désir nouveau qui justifie l'existence, qui lui donne des couleurs inédites. Puisque l'Éternel Retour doit conduire à « ne plus désirer autre chose » puisqu'il y a un amor fati qui nous délivre du ressentiment, la philosophie de Nietzsche, en se fondant sur cette métamorphose du désir qui induit une transformation des valeurs nécessitée par la constatation que « l'essence la plus intime de l'être est la volonté de puissance », consiste à penser par-delà bien et mal, tandis que tous les philosophes antérieurs pensaient dans les limites de la morale idéaliste. Cette pensée par-delà du bien et du mal est ainsi à la fois la pensée de l'innocence et de la tragédie de l'existence.
Il a le sens de la terre (c'est-à-dire qu'il ne se perd pas dans les abstractions comme Platon, et il veut la vie, sous toutes ses formes). Ainsi, il fait preuve de la grande santé (il ne fuit pas la souffrance et la douleur parce qu'il est assez fort pour elle et il sait qu'elle est partie intégrante de la vie). Il ne se culpabilise pas, n'a pas de remords, car ce qu'il fait, il le veut vraiment. De manière générale, il accepte et désire la vie dans son entièreté. L'affirmation de l'existence, le consentement à la totalité des aspects de la vie, conduit à concevoir le Surhomme comme homme total qui fait la synthèse des qualités contradictoires que l'on rencontre éparpillées dans l'humanité. Ce dernier point incitera Nietzsche à rechercher des cas de dépassement de soi chez certains grands hommes, dont l'un des plus éminents à ses yeux est Goethe.

### La recherche de Surhommes dans l'histoire

#### «Jamais encore il n'a existé de Surhomme»
Nietzsche n'a pas commencé par tracer une figure théorique, idéale, du Surhomme. Il n'a pas non plus supposé que le Surhomme ait déjà existé mais que, s'il est vrai que les hommes tendent à se surmonter, alors il a pu exister déjà des hommes présentant les caractéristiques de la surhumanité. Il s'est donc tourné vers les grands hommes et les a scrutés en en retirant des leçons de dépassement de soi, tout comme il s'est tourné vers les moralistes français pour explorer la psychologie humaine. Il est toutefois notable que pour Nietzsche, le chemin à parcourir avant l'émergence de surhommes est encore long comme l'indique ce passage de Ainsi parlait Zarathoustra : « Jamais encore il n'a existé de Surhumain. Je les ai vus nus tous les deux, le plus grand et le plus petit des hommes. Ils se ressemblent encore trop. En vérité, le plus grand m'a paru – par trop humain ».

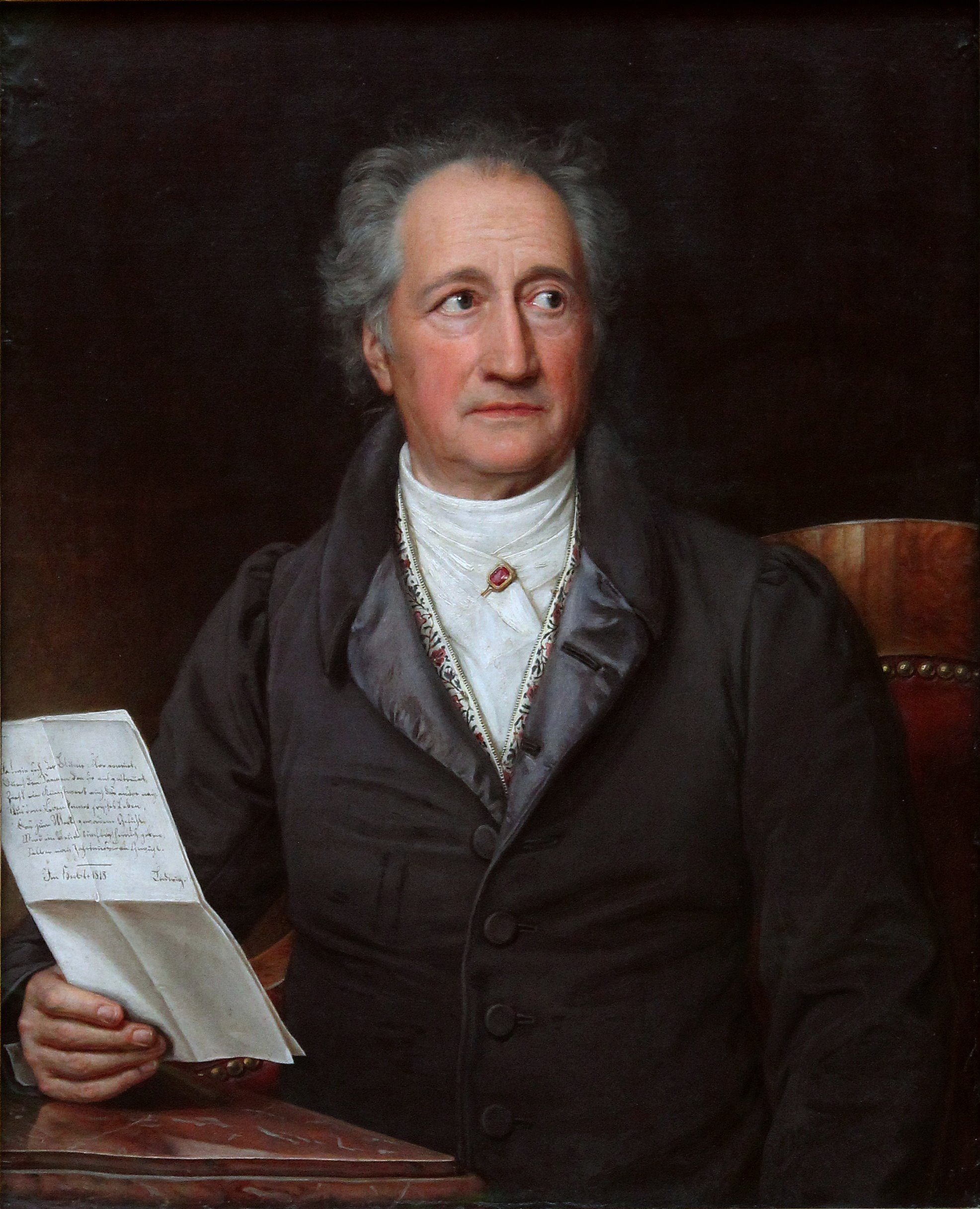
Goethe, figure affirmative par excellence pour Nietzsche.

#### La figure de Goethe, au plus proche de Dionysos
De toute l'œuvre de Nietzsche, Goethe est probablement celui qui ressort comme la figure la plus affirmative, au point de se confondre presque avec Dionysos, affirmation pleine et entière de l'existence. À ce titre, Goethe est pour Nietzsche, avec Shakespeare, l'un des exemples les plus précis de préfiguration du Surhomme :
« Goethe concevait un homme fort, hautement cultivé, habile à toutes les choses de la vie physique, se tenant lui-même bien en main, ayant le respect de sa propre individualité, pouvant se risquer à jouir pleinement du naturel dans toute sa richesse et toute son étendue, assez fort pour la liberté ; homme tolérant, non par faiblesse, mais par force, parce qu’il sait encore tirer avantage de ce qui serait la perte des natures moyennes ; homme pour qui il n’y a plus rien de défendu, sauf du moins la faiblesse, qu’elle s’appelle vice ou vertu… Un tel esprit libéré, apparaît au centre de l’univers, dans un fatalisme heureux et confiant, avec la foi qu’il n’y a de condamnable que ce qui existe isolément, et que, dans l’ensemble, tout se résout et s’affirme. Il ne nie plus… Mais une telle foi est la plus haute de toutes les fois possibles. Je l’ai baptisée du nom de Dionysos ».
Goethe, l'individu, sait dominer ses contradictions tout en laissant libre cours à sa nature impulsive ; c'est ce que Nietzsche souligne également ailleurs en évoquant la fausse dualité, à ses yeux, entre la sensualité et l'ascétisme : le besoin d'ascétisme de l'artiste n'est jamais la négation d'une nature animale, mais la conséquence d'un besoin de concentration des forces. Dans ce but, il est capable de se soumettre à des contraintes qu'il inventera si nécessaire. Se soumettre ici à un idéal moral qui ferait de la maîtrise une vertu, ce serait pour l'individu créateur se soumettre à des valeurs contraires à la partie de lui-même d'où il puise sa force, son inspiration, et cela compromettrait également l'unité des multiples facettes de son existence en reléguant une partie de son être du côté du mal, de l'interdit. C'est pourquoi un artiste comme Goethe sait jouir en toute indépendance à l'égard de la religion et des idées bourgeoises (Goethe, rappelle Nietzsche, détestait la croix et les vertus allemandes), des composantes contradictoires aux yeux de la morale, de sa vie instinctive.

### Surhomme nietzschéen et sa place dans l'humanité

#### Le Surhomme n'est pas une évolution biologique
La notion d'humanité s'étant construite sur un malentendu et une insatisfaction, la question se pose à Nietzsche de savoir quelle place une autre sorte d'hommes occuperait dans le cours de l'évolution humaine ; s'agit-il d'une abolition de l'espèce humaine ou d'une transfiguration qui aurait un rapport avec la sélection naturelle ? Nietzsche répond par la négative à ces deux questions :
« Je ne pose pas ici ce problème : « Qu’est-ce qui doit remplacer l’humanité dans l’échelle des êtres (— l’homme est une fin —) ? » mais : « Quel type d’homme doit-on élever, doit-on vouloir, quel type aura la plus grande valeur, sera le plus digne de vivre, le plus certain d’un avenir ? ».
Le Surhomme ne remplace pas l'humanité et il n'est pas non plus le résultat d'un processus d'évolution biologique : le Surhomme est le dépassement du nihilisme (envisagé comme une possibilité à venir) qui a dominé jusqu'ici les hommes. Il propose une transfiguration de l'existence, une forme de délivrance qui rend désuète la notion religieuse de rédemption. Nietzsche a d'ailleurs écrit : « le surhomme est le sens de la terre ; restez fidèles à la terre et ne croyez pas ceux qui vous parlent d'espoirs supraterrestres : ce sont des empoisonneurs qu'ils le sachent ou non ». Dans ce sens, le surhomme est un dépassement vers une humanité plus terrestre que jamais.

#### Le Surhomme n'est pas un héros
Bien que Nietzsche ait pris soin d'écarter les risques de confusion, il ne peut que se plaindre des amalgames qui ont été faits malgré tout :
« Le mot « Surhomme » dont j'usais pour désigner un type d'une perfection absolue, par opposition aux hommes « modernes », aux « braves » gens, aux chrétiens et autres nihilistes, et qui dans la bouche d'un Zarathoustra devait donner à réfléchir, ce mot a presque toujours été employé avec une candeur parfaite au profit des valeurs dont le personnage de Zarathoustra illustre l'opposé pour désigner le type « idéaliste » d'une race supérieure d'hommes moitié « saints », moitié « génies »… À son sujet, d'autres ânes savants m'ont soupçonné de darwinisme ; on a même voulu retrouver à l'origine de ma création le « culte des héros » de Carlyle, « ce faux monnayeur inconscient », alors que j'avais pris un malin plaisir à n'en pas tenir compte ».
Nietzsche rejette ainsi l'idée d'un Surhomme reposant sur des bases biologiques, mais il rejette également l'exaltation du génie et l'héroïsme comme il l'avait clairement fait dire à Zarathoustra dans un discours où il exige de l'homme fort et violent une forme de bonté acquise en se dominant soi-même :
« Le beau est imprenable pour toute volonté violente. […]
Et je n'exige la beauté de personne comme de toi, homme violent : que ta bonté soit la dernière de tes victoires sur toi-même. […]
Car ceci est le secret de l'âme : c'est seulement quand le héros l'a quittée que s'approche d'elle en silence — le surhéros. »

#### Le Surhomme n'est pas un maître pour les autres hommes
Une autre question est de savoir quelles relations le Surhomme pourrait-il avoir avec les autres hommes : est-il un maître, un dominateur ? Nietzsche le nie :
« Le but n'est absolument pas de comprendre ces derniers [les Surhommes] comme maîtres des premiers, mais au contraire : il doit y avoir deux espèces qui coexistent : les uns comme les dieux épicuriens, ne se souciant pas des autres ».
Le Surhomme met donc de la distance entre lui et les autres hommes. Sa différence, qui repose sur un ensemble de valeurs incorporées et non sur des différences quantitatives ou biologiques, lui interdit de prêter attention à des valeurs médiocres qui sont indispensables aux communs des mortels pour supporter de vivre mais qui ne lui sont pas indispensables à lui. Pourtant, le Surhomme n'est pas un individu ; il est un type et, à ce titre, il a besoin de la communauté de ses pairs. Le Surhomme n'est donc pas non plus un héros solitaire.

#### Christianisme et sélection par l'Éternel Retour
Souhaitant instituer une sélection par l’Éternel Retour, Nietzsche écrit dans L'Antéchrist :
« Périssent les faibles et les ratés : premier principe de notre amour des hommes. Et qu'on les aide encore à disparaître ! »
Ainsi, ceux que Nietzsche considère comme faibles seraient poussés au suicide par l’idée d’une vie revenant sans cesse.
Cette sélection, visant à contrer la sélection chrétienne, conduirait en outre à adopter une forme de domination de soi que Nietzsche considère comme un sacrifice refusé par cette religion :
« L'individu a été si bien pris au sérieux, si bien posé comme un absolu par le christianisme, qu'on ne pouvait plus le sacrifier : mais l'espèce ne survit que grâce aux sacrifices humains… la véritable philanthropie exige le sacrifice pour le bien de l'espèce — elle est dure, elle oblige à se dominer soi-même, parce qu'elle a besoin du sacrifice humain. Et cette pseudo-humanité qui s'intitule christianisme, veut précisément imposer que personne ne soit sacrifié ».

## «Homme supérieur» et surhomme: deux notions sœurs mais distinctes
La notion d'homme supérieur est distincte de celle de surhomme. Le surhomme se veut au-dessus de l'humanité, et si aujourd'hui il est admis que Nietzsche a été mal interprété par les nazis, l'idée que savoir faire abstraction de ses sentiments humains permet de devenir un surhomme peut conduire aux pires atrocités.
Selon Hervé Jamet, la hiérarchie entre les êtres humains a toujours existé. Sous l'Ancien Régime, la supériorité était attribuée au roi, à la noblesse, à l'aristocratie. L'égalité républicaine désigne l'égalité devant la loi. Mais la hiérarchie subsiste par la sélection à l'école, à l'armée et au travail. Ce n'est plus une sélection par la naissance, si ce n'est par l'intelligence et les qualités physiques. Tous les hommes ne naissent pas égaux, la maladie, la robustesse peuvent pénaliser certains. Émile Zola admettait une inégalité entre les hommes et développait une sorte de « racisme » compatissant chez Les Rougon-Macquart. C'était l'atavisme alcoolique de Jacques Lantier dans La Bête humaine qui payait pour ses ancêtres.
L'expression « Homme supérieur » est banale sous la plume de Balzac : on trouve une dizaine de fois l'expression dans la Comédie humaine. Stendhal s'adresse à l'élite notamment dans La Chartreuse de Parme, Promenades dans Rome et termine ses romans par « to the Happy Few ». L'expression serait empruntée à Shakespeare « We few, we happy few, we band of brothers » (Henry V, IV, 3). Enfin, on trouve six fois l'expression « Homme supérieur » dans Le Rouge et le Noir et une fois dans La Chartreuse de Parme de Stendhal.

## Réinvestissement du surhomme dans le transhumanisme
Le mouvement ou la philosophie du transhumanisme rattache la notion de surhomme aux possibilités de transformation technologique du corps humain : augmentation des capacités physiques ou intellectuelles, limitation des processus biologiques conduisant au vieillissement ou la mort.

### En français
- Jacques-Raoul Gaubert, Comment on devient surhomme : une philosophie pour les hommes d'action, Édition Française, 1910. Texte sur Gallica
- Umberto Eco, De Superman au Surhomme, Paris, Le Livre de Poche, 1995.
- Michel Onfray, La Construction du surhomme, Paris, Le Livre de Poche, 2012.
- Richard Roos, « Nietzsche et Épicure : l'idylle héroïque », article repris dans Lectures de Nietzsche, LGF – Livre de Poche, 22 novembre 2000,  (ISBN 2-253-90577-1).
- Patrick Wotling, Nietzsche et le problème de la civilisation, P.U.F., 2e éd. corr., 1er octobre 1999,  (ISBN 2-13-046796-2).

### Autres langues
- (de) Bibliographie du Datenbanken des Goethe – und Schiller – Archivs de Weimar sur le Surhomme.
- (de) Wilfried Huchzermeyer: Der Übermensch – bei Friedrich Nietzsche und Sri Aurobindo. Verlag Hinder und Deelmann.  (ISBN 978-3-87348-123-7).
- (de) Pierre Kynast. Friedrich Nietzsches Übermensch. Eine philosophische Einlassung. Projekte Verlag 188, Halle (Saale), 2006.  (ISBN 3-86634-158-X). Le Surhomme de Friedrich Nietzsche : une introduction philosophique, Éditeur Pkp Verlag, 2014.
- (de) Schmid, Ursula 1960 : Zur Konzeption des « homme supérieur » bei Stendhal und Balzac : mit einem Ausblick auf Alexandre Dumas père / Ursula Schmid  (ISBN 3-631-43663-7)